# Arrow with Weethley
Arrow with Weethley est une paroisse civile du Warwickshire, en Angleterre.